# Norton Commando
La Commando est un modèle de moto du constructeur britannique Norton.

## Historique
La Norton Commando est lancée en 1967 au salon d'Earls Court.
Il s'agit d'une évolution du précédent modèle, la 750 Atlas, qui utilisait le montage rigide du moteur dans le légendaire cadre Featherbed rigide et remarquable par sa tenue de route.
Esthétiquement elle se distingue de l'Atlas par des cylindres inclinés (facile à obtenir avec un moteur séparé de l'ensemble transmission-boîte) et un ensemble selle réservoir très novateur baptisé Fastback avec un réservoir en polyester et une selle à long dosseret aérodynamique en polyester portant le feu arrière.
Lancée en 1967 la Commando 750 utilise un  nouveau cadre très différent, dû à l'ingénieur Stefan Bauer, avec une épine dorsale en tube de gros diamètre et un double berceau inférieur. Pour minimiser les vibrations, un système original de gros blocs en caoutchouc (système Isolastic) est interposé entre le cadre et l'ensemble moteur + boîte de vitesses + bras oscillant. Conformément à la vieille école anglaise le groupe motopropulseur est fait de trois éléments séparés : moteur, groupe transmission + embrayage et boîte de vitesses séparée. Le couple du moteur est tel que l'embrayage est emprunté à la technique automobile avec un monodisque à sec et un ressort à plateau-diaphragme, qui remplace les traditionnels multidisques à bain d'huile et garniture de liège.

## Modèles 750
Il existera plusieurs versions, en plus de la Fastback originale :
- la Roadster (petit réservoir et guidon haut) ;
- l'Interstate (gros réservoir permettant une meilleure autonomie et guidon bas permettant une position moins fatigante sur les longs trajets à grande vitesse) ;
- la Hi Rider adaptée au marché américain avec une allure de « chopper » (guidons surélevés en cornes de vache et selle à haut dossier style « easy-rider »).

Le frein à disque (une nouveauté), développé en collaboration avec AP Lockheed, apparaîtra en 1972 à l'avant, à la place du tambour double cames des versions précédentes.
La version 72 sera gonflée avec un arbre à cames plus agressif afin de suivre l'escalade à la puissance des motos japonaises, comme la Kawasaki H1 500 tricylindre 2T et la Honda CB 750 Four. Cette version de moteur dénommée « Combat » en configuration originale est devenue rare de nos jours, un rappel ayant visé à abaisser la puissance qui générait trop de retours en garantie. Le gonflage de ce moteur de conception ancienne diminuera dramatiquement sa fiabilité, en particulier au niveau des roulements de vilebrequin.
Une version course à cadre monocoque sponsorisée par les cigarettes John Player Spécial connaîtra des succès en course de formule 750, avec au guidon son pilote ingénieur Peter Williams, mais c'est déjà le chant du cygne de Norton pour les courses sur circuit.
En hommage à Peter Williams, talentueux ingénieur-pilote qu'une blessure lors d'une chute en course a laissé diminué physiquement, Norton produira en série limitée une « réplique » de sa machine. Cette moto n'a toutefois qu'un lointain rapport avec la machine qui a glané de nombreux lauriers sur les petits circuits britanniques comme Brands Hatch ou Donnington. Même si le réservoir, le carénage et la selle sont proches esthétiquement de la moto de Williams, le cadre reste le classique tubulaire de la moto de série au lieu de la très légère coque en alliage léger de Williams. La décoration reproduit celle de la version course (à la gloire du cigarettier John Players) d'où le nom JPN special de cette version rare et désirable en collection qui n'est cependant pas une machine « compétition - client » comme la fameuse Norton Manx.
Le moteur Commando, doté d'un couple impressionnant restera longtemps le favori des coureurs de sidecar Cross.
Machine traditionnelle, voire passéiste, la Norton Commando sera cependant la première moto au monde équipée d'un ABS, à titre expérimental.
Il s'agit d'essais menés en 1977 en coopération avec le TRRL (Laboratoire de sécurité routière britannique alors public, privatisé et démantelé sous Margaret Thatcher) et le fabricant britannique de transistors Mullards. Une Norton Commando équipée de skis anti-chute et d'un système dérivé des freins antiblocage pour avions de ligne est mise au point et essayée par la presse (dont un journaliste français de Moto Journal). Même si le système connait une panne d'électronique en pleine séance d'essais, les journalistes seront unanimement laudateurs : la machine, lourde et puissante, reste contrôlable, y compris en cas de freinage « en panique » sur une piste mouillée ou arrosée d'huile. Cependant le système est trop coûteux pour être développé en série (la pompe HP coûte la moitié du prix de la moto) et les puces électroniques modernes sont encore dans l'enfance.
L'ABS sera développé en série pour les automobiles (où une perte d'adhérence a des conséquences moins graves qu'à moto) et c'est la firme allemande BMW qui l'industrialisera en série dans le domaine motocycliste dans la décennie suivante.

## Modèles 850
Les premières Norton Commando de 850 cm3 ont été lancées en avril 1973. Les moteurs de ces motos ont la même puissance que ceux de la 750 cm3, mais avec plus de fiabilité et plus de souplesse (certains modèles de la 750 cm3 se sont révélés peu fiables avec des problèmes de paliers de vilebrequin et de joint de culasse).
La boîte de vitesses (toujours à quatre rapports vu la souplesse et le couple) est installée dans un carter faisant corps avec la transmission primaire. Le moteur devient ainsi un semi-bloc, ce qui élimine le réglage de transmission primaire. Un amortisseur de transmission à blocs de caoutchouc est intégré au moyeu arrière sur les dernières versions de la Commando 750 pour amortir les à-coups au rétrogradage. Le frein à tambour arrière sera remplacé par un disque sur la dernière série des 850, toutefois le meilleur frein arrière reste le frein moteur.
La firme anglaise Boyer Brandsen développera un allumage électronique CDI pour remplacer le traditionnel système de vis platinées avec avance centrifuge, qui avait tendance à se bloquer en position pleine avance, fragilisant le moteur par suite d'à-coups et de cliquetis. Bien que non installé d'origine, ce système a été monté sur quasiment toutes les Commando, soit par les concessionnaires à la livraison soit par les utilisateurs comme accessoire « rétrofitté ». Il facilite nettement le démarrage au Kick-starter, qui n'est pas une mince affaire avec ce moteur à forte cylindrée unitaire et haute compression.
La procédure de démarrage implique de mettre le moteur sur le point de compression, puis de se laisser tomber de tout son poids, jambe tendue et muscles toniques, en jouant subtilement avec la poignée de gaz. À froid, il faut enrichir en utilisant l'antique système de titilleur qui fait déborder les cuves des carburateurs.
L'allumage doit être parfaitement réglé et la procédure énergique, sous peine d'un douloureux retour de kick pouvant entraîner une entorse de la cheville. 
La 850 cm3 Commando MK3 a été lancée en mars 1975 et, pour la première fois, a été équipée d'un démarreur électrique. Toutefois, ce fut une bonne idée de garder le kick car le démarreur électrique n'était qu'un « assistant » et épuisait rapidement la batterie. Dans les années 2000 un démarreur électrique a été mis au point par un ingénieur breton sous la marque "Alton" avec l'installation d'un système de roue libre. Ce mécanisme parfaitement fonctionnel permet maintenant un démarrage sans effort à condition d'équiper la moto de bougies adéquates.
Le cahier des charges est resté inchangé jusqu'en octobre 1977, lorsque les dernières machines furent produites. Pendant dix ans, la Norton Commando (750 cm3 et 850 cm3) a été en production et était populaire dans le monde entier. Au Royaume-Uni, elle a remporté la distinction de « Machine de l'année » pendant cinq années de suite, de 1968 à 1972.

## Renaissance
Kenny Dreer rachète Norton en 1999. Il développe la Norton Commando 961.
Stuart Garner rachète la marque et les trois prototypes en octobre 2008 et poursuit le développement de la nouvelle Commando.

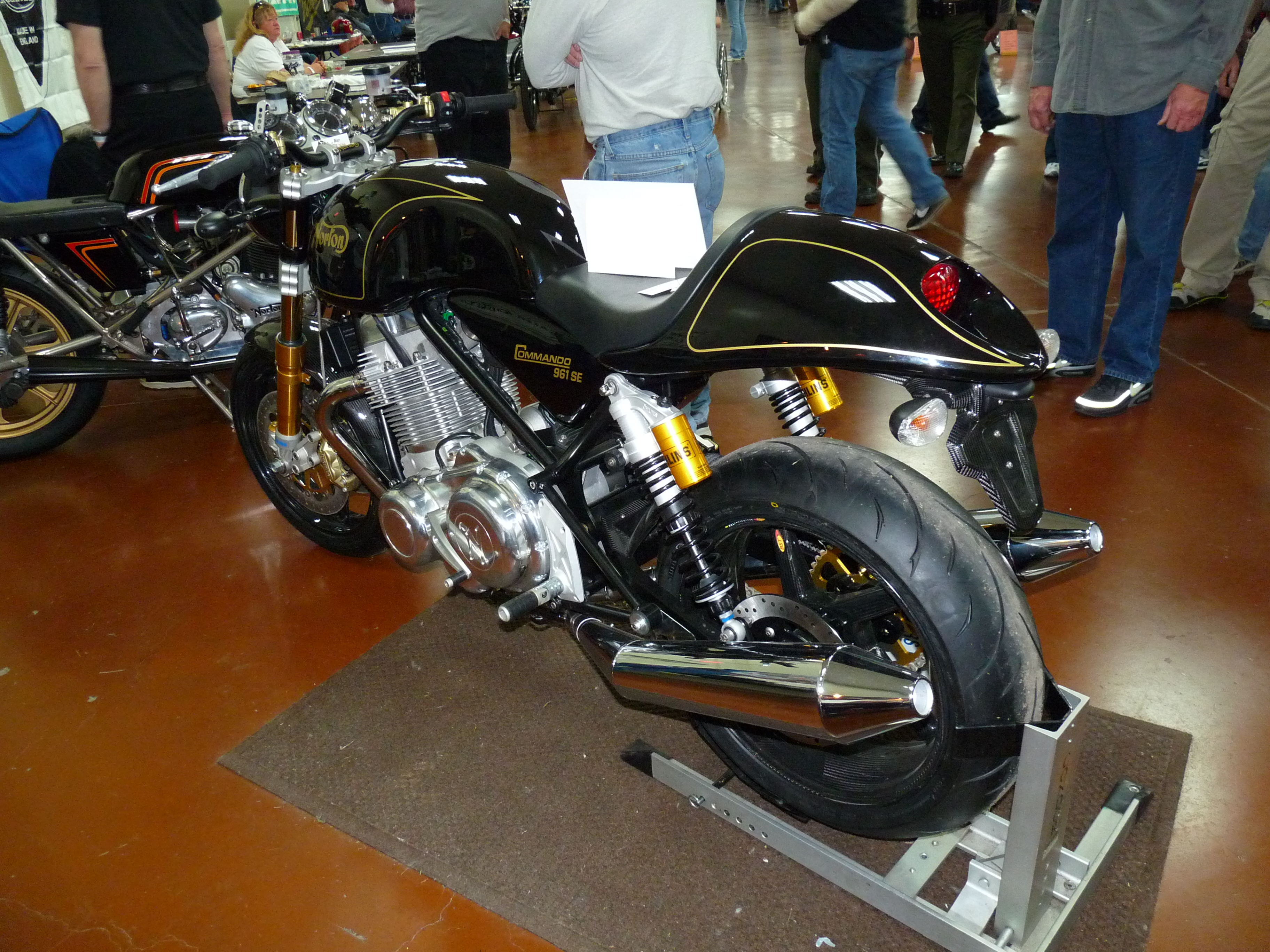
Commando 961 SE.

La nouvelle Commando s'articule autour de trois modèles sur la même base :
- SE (Special Edition) ;
- Café Racer ;
- Sport.

La SE se distingue des deux autres car c'est une série limitée de 200 exemplaires numérotés au coloris noir et or seulement, emportant un garde-boue avant, un carter de chaîne, des jantes BST, un support de plaque et un dosseret de selle en fibre de carbone, pour 15 995 £.
La version Café Racer est pourvue de guidons bracelets et d'un saute-vent tandis que la Sport se contente d'un guidon normal. Elles peuvent s'habiller d'une peinture noire et or, rouge et or, jaune et noire ou argent, noire et rouge. Elles sont vendues respectivement 13 995 et 12 495 £.
L'ensemble des suspensions est confié à Öhlins avec deux combinés à l'arrière Pour l'avant, le modèle Sport conserve une fourche classique tandis que les deux autres modèles sont pourvus d'une fourche inversée.
Les étriers de frein sont issus du catalogue Brembo avec une fixation radiale à l'avant pour les modèles SE et Café Racer, et à fixation classique sur la Sport.
En 2018 apparaissent deux modèles extrapolés de la version Sport :
- la 961 California qui reçoit un nouveau guidon plus haut ;
- une série spéciale 50th Anniversary avec coloris spécifiques et marquage sur le réservoir et le dosseret arrière.